# Station de pompage

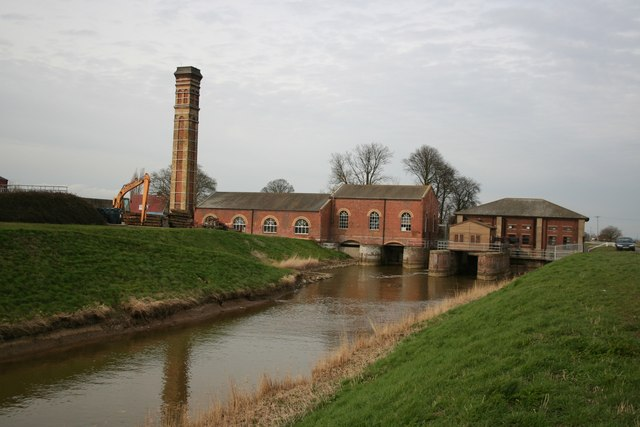
Station de pompage dans le comté de Lincolnshire en Angleterre.

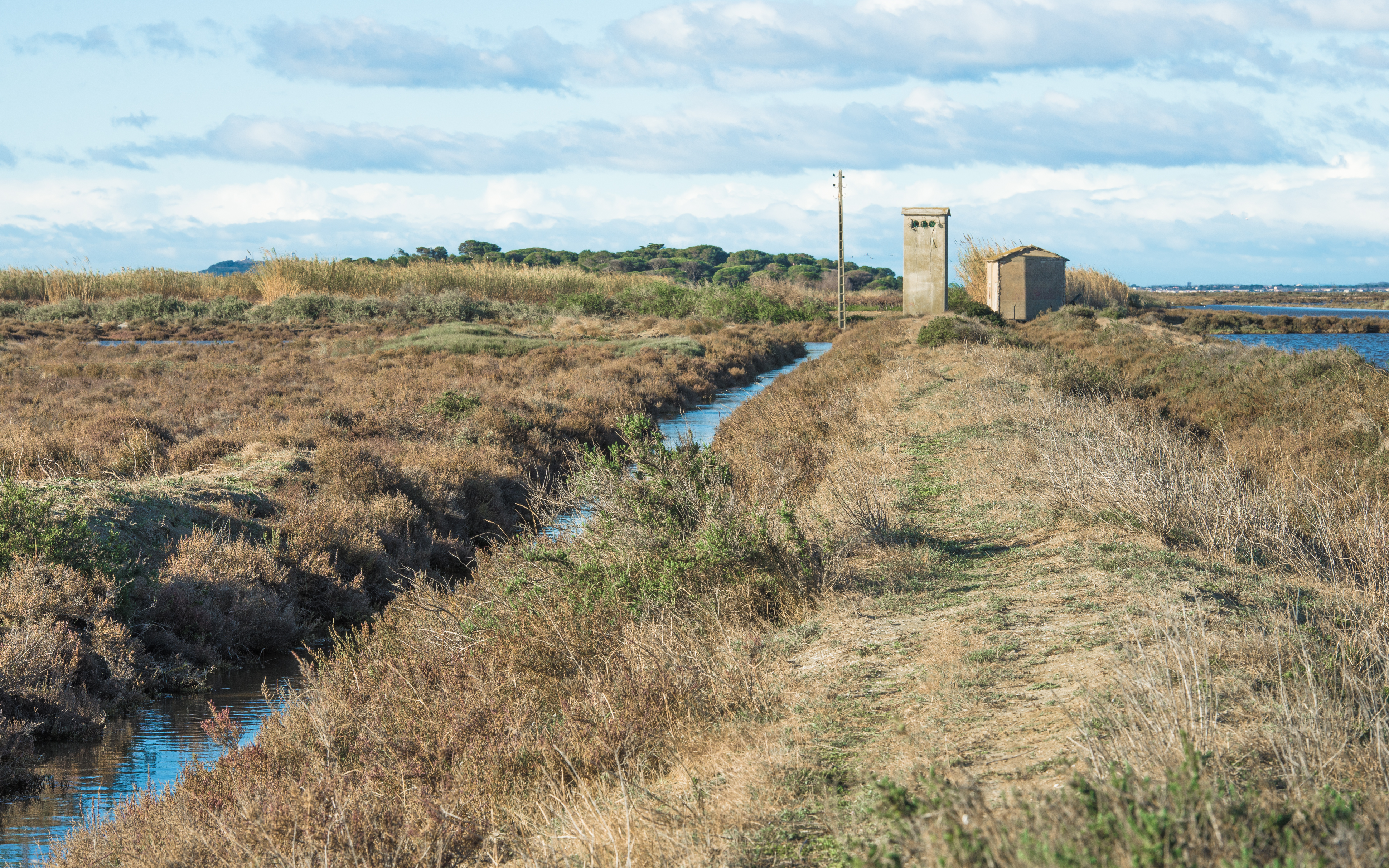
Station de drainage à Sète en France.

Une station de pompage est une station servant à pomper l'eau ou plus généralement un fluide, tel que le pétrole par exemple. Elle peut être utilisée pour plusieurs applications telles que l'approvisionnement en eau des canaux, le drainage des terres basses, et l'élimination des eaux usées vers le site de transformation.

## Drainage des terres
- Assainissement des polders ;
- Démergement de Liège : AIDE

## Réseaux d'eau potable
- Château d'eau

## Oléoduc

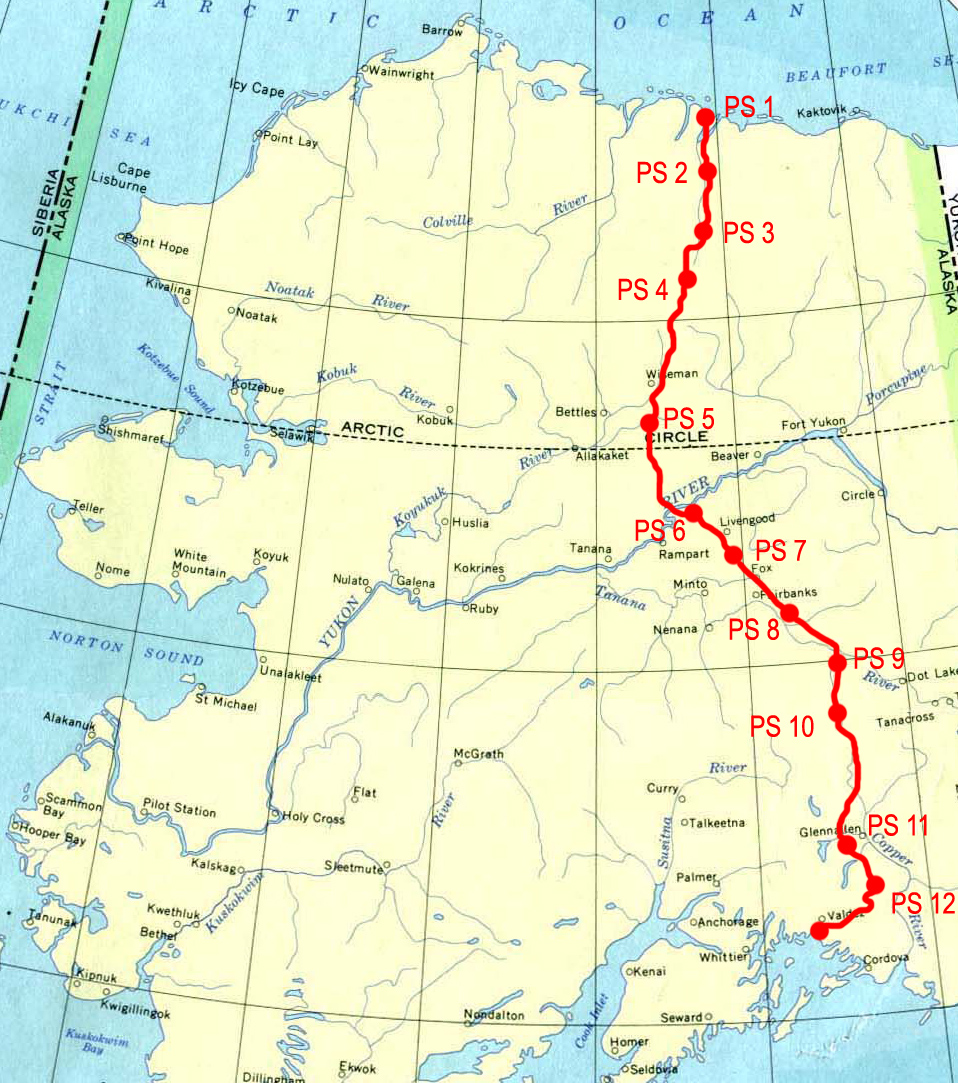
Carte de l'oléoduc Trans-Alaska avec ses 12 stations de pompage.

Le long d'un oléoduc, des stations de pompage sont nécessaires à intervalles réguliers afin de maintenir la vitesse du fluide.